# Industria (colonia romana)
Industria era un'antica colonia romana sita nell'odierno comune di Monteu da Po, nella città metropolitana di Torino.
La colonia sorse probabilmente tra il 124 e il 123 a.C., nell'ambito di una serie di fondazioni di colonie nelle terre del Monferrato volute dal console Marco Fulvio Flacco, presso il precedente villaggio celto-ligure di Bodincomagus ("luogo di mercato sul fiume Po", dal nome ligure del fiume, Bodincus) citato da Plinio il Vecchio nella sua Naturalis historia. La città era iscritta alla tribù Pollia ed era compresa nella regio IX dell'Italia augustea.
Grazie alla sua posizione geografica, presso la confluenza della Dora Baltea nel fiume Po, che la metteva in comunicazione per via fluviale con la Valle d'Aosta e le sue miniere, fu un centro commerciale e artigianale (metallurgia). Qui facevano scalo le chiatte, cariche di lastre di pietra delle Alpi che poi erano spedite nelle varie località della Repubblica romana.
La città venne abbandonata nel V-VI secolo, probabilmente a causa delle ripetute incursioni unne nel territorio, e nella località sorse una pieve.
Vi furono condotti scavi a partire dalla metà del XVIII secolo. È stato riportato in luce un santuario, dedicato a divinità orientali Iside e Serapide, consistente in un cortile con portico semicircolare a un'estremità e due ambienti rettangolari sul lato opposto. Nell'area sacra si trovavano anche una struttura per la purificazione e le abitazioni dei sacerdoti.
Il santuario fu costruito in epoca augusteo-tiberiana e subì interventi alla metà del I secolo d.C. e sotto l'imperatore Adriano. Il santuario cessò le proprie attività nel IV secolo.
Negli scavi furono rinvenute numerose statuette e oggetti in bronzo, conservati presso il Museo di Antichità di Torino. L'area degli scavi di proprietà dello Stato italiano, otre che sito archeologico è teatro anche di eventi museali, musicali e artistici. Nel 2016 ha fatto registrare 2 989 visitatori.

## Storia

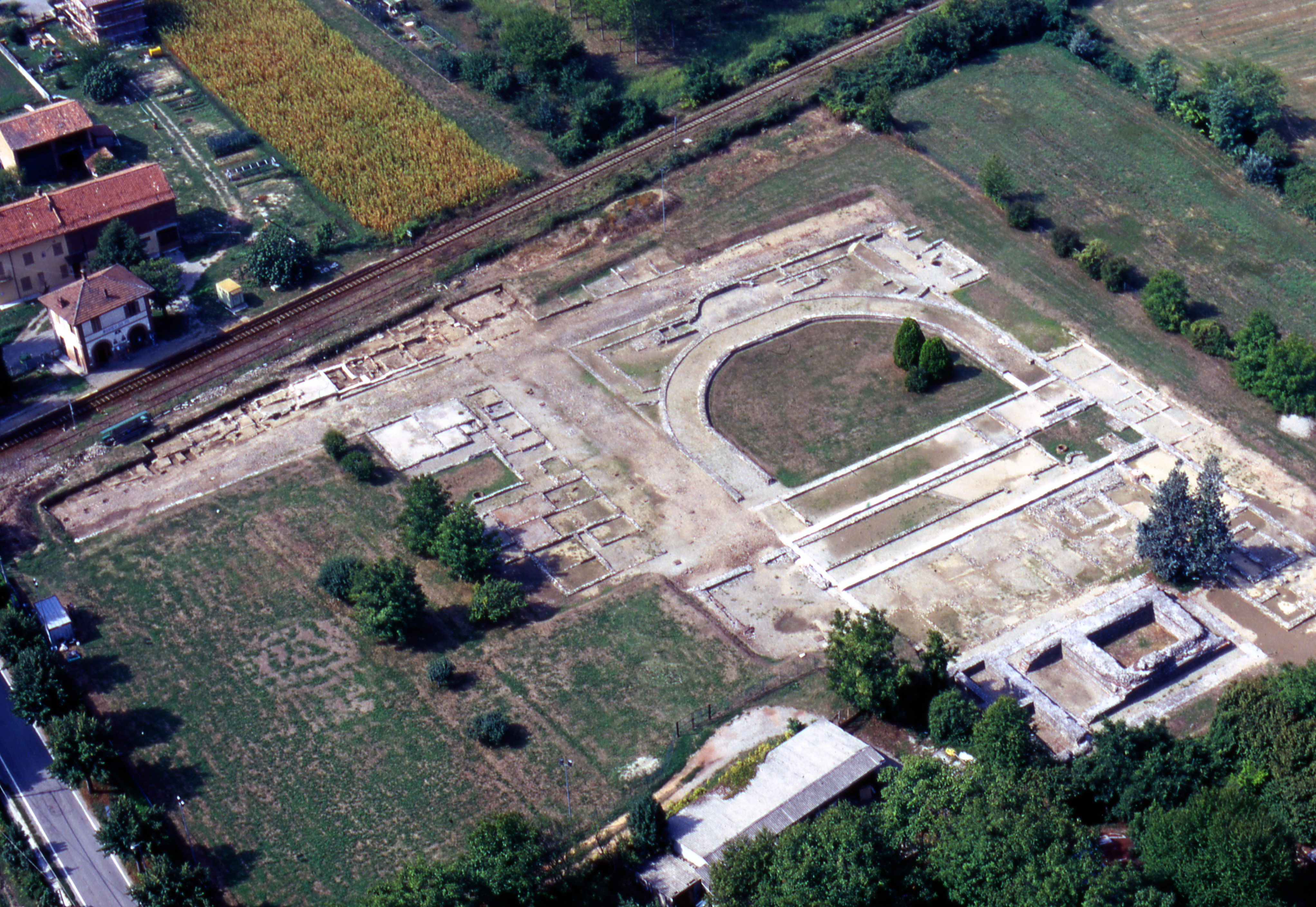
Aerea archeologica di Industria, veduta aerea

### Le origini
Grazie alla definitiva pacificazione della regione monferrina seguita alle campagne militari del console Marco Fulvio Flacco (124-123 a.C.), la città romana di Industria poté sorgere e svilupparsi nei pressi del villaggio celto-ligure di Bodincomagus, sulle rive del Po, vicino alla confluenza con la Dora Baltea. La posizione sulle sponde del “fiume più ricco d'Italia”, secondo la definizione di Plinio il Vecchio, in un punto favorevole agli scambi mercantili, si rivelò fondamentale per l'economia della città, poiché facilitava il trasporto e lo smercio dei prodotti delle attività estrattive provenienti dalle miniere della Valle d'Aosta. La fiorente attività manifatturiera e commerciale era gestita da famiglie di mercanti italici, giunti sul luogo accompagnate da abile manodopera. Il ritrovamento di numerosi oggetti bronzei, sia prodotti localmente, sia d'importazione, le monete, le strutture di botteghe artigiane e di abitazioni d'impronta signorile, testimoniano il livello di agiatezza raggiunto dagli abitanti nel periodo compreso tra I e II secolo d.C. Industria era inoltre un notevole polo religioso per la presenza di un importante santuario, legato a culti di origine greco-orientale.

### Dall'Alto Medioevo alle ricerche archeologiche

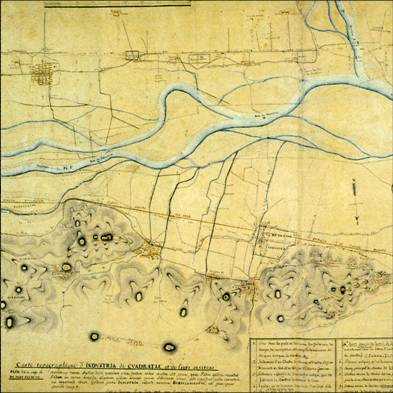
Bernardino Morra di Lauriano, corografia della zona archeologica di Industria e dintorni, con il corso del fiume Po, 1843

La città romana di Industria subì una notevole contrazione tra il IV e la fine del V secolo d.C., anche se una parte dell'abitato continuò a essere utilizzata con la relativa funzione cimiteriale.
Si suppone che il progressivo abbandono non sia legato a una crisi demografica, ma piuttosto alla distruzione dei grandi templi pagani e alla ridistribuzione degli abitanti in nuclei sparsi sul territorio, facenti capo a un edificio religioso (pieve). La comunità cristiana di Industria è antica ed è citata in una lettera di Sant'Eusebio inviata da Scitopoli (Palestina) tra il 356 e il 361 d.C. La presenza di un edificio usato collettivamente dalla popolazione favorì il mantenimento del nome, anche se modificato in Dustria oppure Lustria e limitato all'area in cui sorse la chiesa, lungo un'antica via di pellegrinaggio, dal Po verso i santuari pagani. Nel X secolo la pieve di Dustria dipendeva dalla diocesi di Vercelli; durante il Basso Medioevo l'abitato si concentrò sul colle vicino, si dotò di una nuova parrocchiale e diede origine a Monteu da Po. Gli scavi ottocenteschi, eseguiti nell'area circostante la struttura, portarono alla luce tombe, frammenti di ceramica e iscrizioni; un'altra tomba altomedievale, priva di corredo, venne rinvenuta nel 1960. I resti murari attualmente visibili sono ascrivibili a due fasi, la più recente delle quali è del XII secolo, e si inseriscono in un complesso di edifici religiosi del Romanico astigiano, studiato con particolare cura dalla Soprintendenza per i Beni Architettonici e Paesaggistici del Piemonte per le sue notevoli caratteristiche architettoniche. In tale gruppo, il cui capofila è rappresentato dalla canonica di Santa Maria di Vezzolano, si inserisce la vicina Abbazia di Santa Fede a Cavagnolo.

### Le ricerche archeologiche
Per l'individuazione di Industria, annoverata da Plinio il Vecchio tra le nobilia oppida della regione augustea IX Liguria, fu fondamentale il ritrovamento, presso il paese di Monteu da Po, di un'iscrizione in bronzo riportante il nome degli antichi abitanti. La scoperta, pubblicata nel 1745 a Torino nel volumetto Il sito dell'antica città di Industria scoperto e illustrato, a cura di Giovanni Paolo Ricolvi e Antonio Rivautella, diede impulso a nuove indagini. Tra il 1811 e il 1813 gli scavi condotti dal conte Bernardino Morra di Lauriano produssero importanti risultati documentati da tavole estremamente accurate. 
Vennero riportati alla luce un grande edificio di forma semicircolare allora erroneamente interpretato come un teatro oltre a una grande quantità di reperti, in particolare numerosi bronzetti, alcuni dei quali di notevole raffinatezza. Nel corso del XIX secolo il sito, in mancanza di leggi di tutela, subì sistematici saccheggi. 

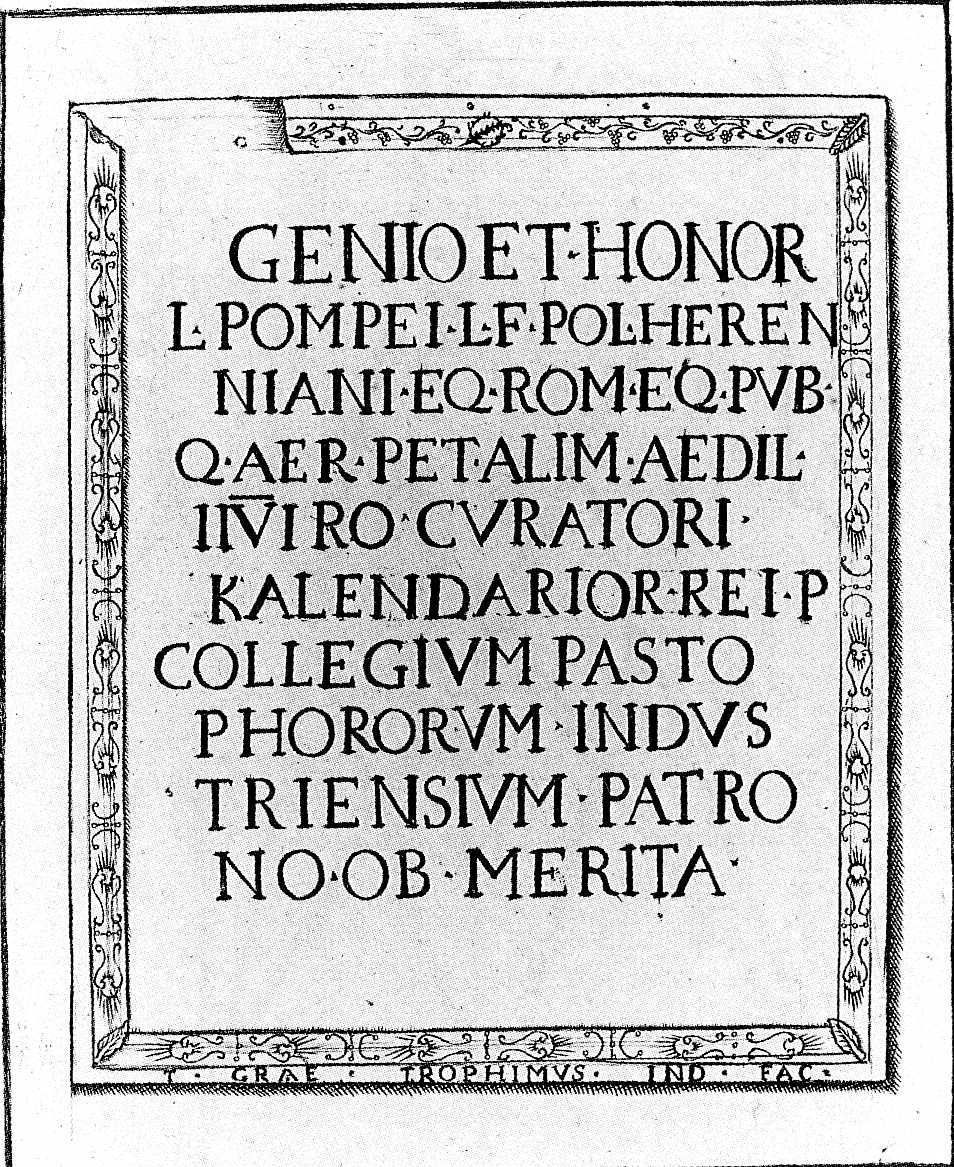
Lastra in bronzo che ricorda i pastophoroi (sacerdoti di Iside), da G.P. Ricolvi, A. Rivautella, 1745, Torino, Museo di Antichità

Tornò a destare interesse scientifico alla fine del secolo, grazie all'opera di Ariodante Fabretti, direttore del Regio Museo Egizio e di Antichità, al quale si deve la ripresa delle ricerche. In tempi più recenti (1961 – 1963) le campagne di scavo condotte dall'Università di Torino in collaborazione con la Soprintendenza hanno portato, tra l'altro, all'interpretazione della struttura semicircolare come tempio dedicato ai culti orientali. Nell'ultimo trentennio la Soprintendenza ha ampliato l'area di scavo e catalogato i reperti definendo la cronologia precisa delle trasformazioni urbane.

## La colonia

### L'impianto urbano

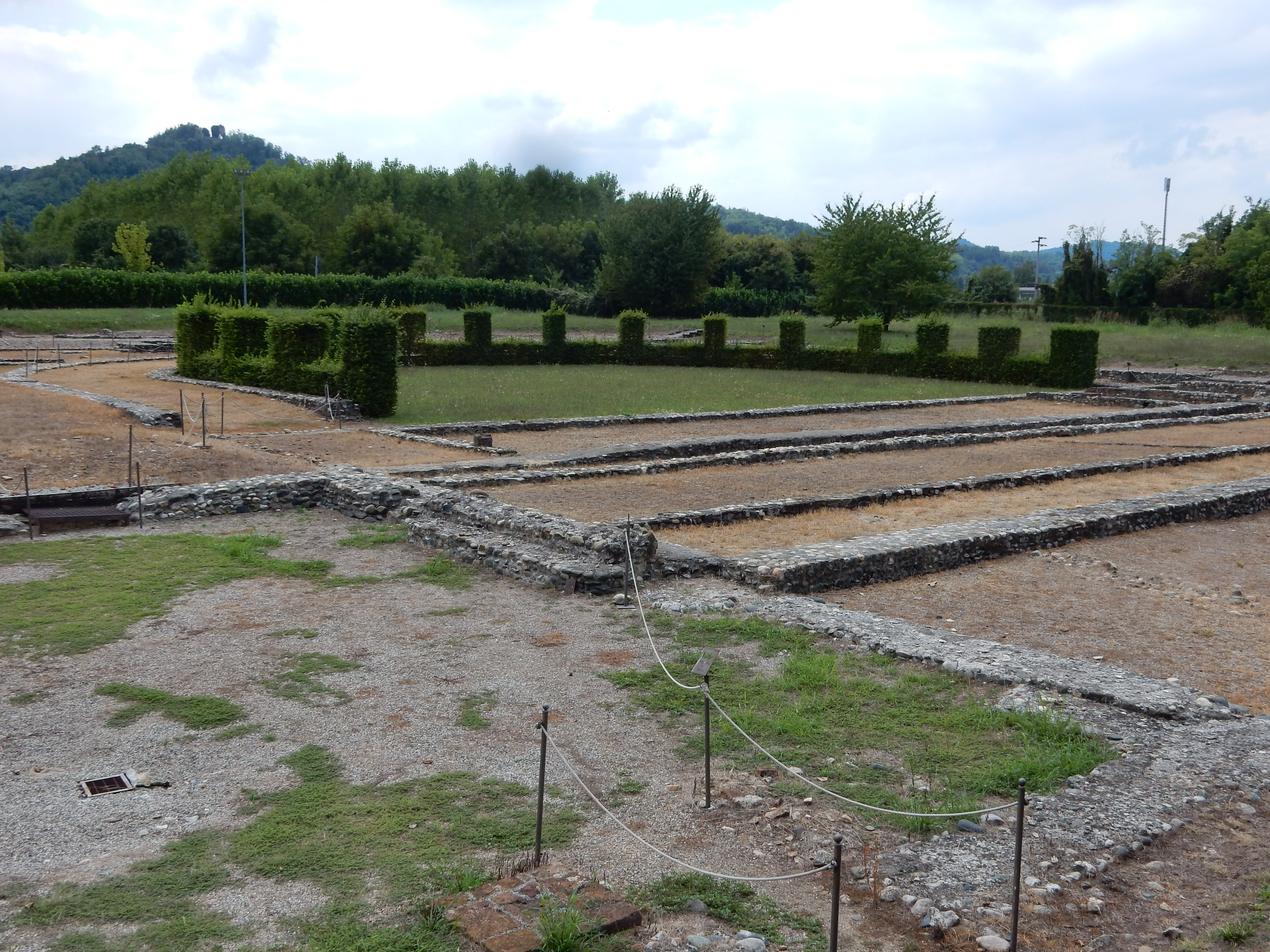
Resti città romana di Industria

Industria era un centro urbano di piccole dimensioni, di forma pressoché quadrata (lato 400 m circa), caratterizzata da un impianto rettangolare formato da isolati rettangolari (40 x 70 m). L'area riportata alla luce misura circa 15 000 m², corrispondente a un decimo della città originaria; le strutture rinvenute, conservate solo a livello di fondazioni, appartengono ad abitazioni, botteghe e luoghi di culto. La strada, con andamento est-ovest che dà accesso all'area archeologica, è fiancheggiata da abitazioni risalenti al I secolo d.C. Nel gruppo di edifici sulla destra è presente una domus che si sviluppa intorno a un cortile circondato da un porticato, il peristilio, sul quale si affacciano gli ambienti residenziali; lungo la stessa via sulla sinistra sorgevano case con laboratori artigiani e botteghe. Svoltando a destra all'incrocio si percorre l'ampia strada porticata che attraversa la città da nord a sud, separando i blocchi abitativi dall'area sacra, sino a raggiungere un grande ambiente di forma quadrata, presumibilmente destinato alle riunioni dei fedeli. 
Di fronte sorgono i resti di quello che fu l'imponente tempio di Iside (metà I secolo d.C.). La struttura, di pianta rettangolare, è inserita in un peristilio ed è preceduta da un pronao (atrio) articolato in due camere; la cella è unica e la scalinata d'ingresso è posta a est. Dietro all'edificio, alcune strutture costituivano il percorso delle processioni durante le cerimonie e immettevano nel tempio di Serapide (metà/fine II secolo d.C.). Questo edificio monumentale si sviluppa con un grande cortile centrale, circondato da un corridoio semicircolare e presenta una cella poligonale ubicata in fondo, al centro dell'emiciclo, e affiancata da due tempietti.

### Le fasi di vita della città
I dati archeologici sulla prima fase di vita di Industria sono scarsi: le costruzioni più antiche presentano una tecnica edilizia accurata in pietra locale sbozzata, con raro impiego di laterizi. Dalla seconda metà del I secolo d.C. l'area è dominata dal tempio di Iside, posto al centro di un sistema regolare di strade, edifici e spazi aperti pianificati. All'inizio del II secolo l'area sacra viene ampliata con l'edificazione di un grande tempio semicircolare dedicato a Serapide, la conseguente demolizione di precedenti edifici e la costruzione di un portico intorno all'area del foro. Tra il I e il II secolo d.C. la città vive un periodo di splendore, grazie alla florida economia e al richiamo esercitato dall'importante centro religioso. Lo spazio urbano viene abitato ininterrottamente fino alla fine del IV secolo d.C.; in seguito le tracce di vita si fanno più labili. Con il formarsi sul posto di una comunità cristiana, l'area pagana viene abbandonata, saccheggiata e parzialmente distrutta. L'abitato invece perdura nell'Alto Medioevo: vi sono tracce di abitazioni e dell'utilizzo di aree pubbliche per sporadiche sepolture, tra le quali una tomba longobarda dotata di corredo (inizi VII secolo d.C.).

### Il culto di Iside
Il culto della dea madre è presente in tutte le religioni antiche. In Egitto la dea madre è Iside, la quale forma con Osiride e Horus la triade che rappresenta la vita oltre la morte. Con l'avvento della dinastia tolemaica (323 a.C.) il culto di Iside si diffonde in tutto il Mediterraneo, in associazione con Serapide, che unisce il greco Zeus-Hades con l'egizio Osiride-Apis, divinità a forma di toro adorata a Menfi, i cui animali sacri erano sepolti nel Serapeo di Saqqara. Nello stesso periodo Horus, sempre raffigurato come un bimbo, viene denominato anche Arpocrate. Nel II secolo a.C. il culto isiaco si diffonde nell'Italia centro-meridionale, raggiunge Roma dove viene istituito il collegio dei pastophoroi (sacerdoti di Iside, letteralmente “portatori di sacri oggetti”) e per il tramite del porto di Aquileia si diffonde nel Nord Italia. A Industria approda insieme ai mercanti italici accompagnati da manodopera servile di origine greca, da tempo impegnati in traffici tra il mare Adriatico e la Grecia, tra i quali spiccano le famiglie degli Avilii e dei Lollii (attestate anche nell'isola di Delo e a Padova). La notevole quantità di manufatti in bronzo restituiti dagli scavi condotti nell'area sacra comprende fra l'altro la lastra che ricorda il locale collegio dei pastophoroi, firmata dall'artigiano Trophimus Graecanus, un sistro, ossia uno strumento musicale scosso ritmicamente durante le cerimonie, secondo la descrizione fornita da Apuleio nelle Metamorfosi, e numerosi piccoli tori offerti a Serapide.

### Conservazione e fruizione
Le strutture riportate alla luce a Industria sono estremamente fragili e risentono dell'azione degli agenti atmosferici; inoltre in anni recenti il sito archeologico è stato penalizzato dall'espansione urbanistica. Ora la collaborazione tra l'amministrazione comunale e la Regione Piemonte, grazie anche al Sistema delle aree protette della fascia fluviale del Po, apre nuove possibilità di tutela e valorizzazione. Nell'allestimento del Museo di antichità di Torino si è dato particolare spazio al materiale di Industria per la loro straordinaria importanza storica, archeologica e artistica. I reperti in bronzo sono esposti integralmente in più vetrine: alcuni sono strettamente legati ai riti, come le statuine di Iside-Fortuna, di Tiche (la sorte), un sistro e una situla (sorta di secchiello votivo) a forma di testa di giovane, oltre a lucerne votive (II secolo d.C.), torelli offerti a Serapide e bronzetti raffiguranti altri animali. Si ammirano opere estremamente raffinate: il tripode, decorato da figure i Bes, di sfingi, di Vittorie alate, sormontato da piccoli arbusti di Bacco, l'altorilievo con danzatrice velata, il complesso di statuine che decoravano un balteo, ossia un pettorale da parata per cavallo, raffigurante una scena di combattimento tra Romani e barbari. Il noto Sileno, un pezzo di qualità straordinaria, è stato attribuito a un'officina ellenistico-pergamena (II secolo a.C.). Ricordiamo infine la lastra bronzea che riporta la dedica al collegio dei pastophoroi (sacerdoti di Iside) da parte di L. P. Herennianus, di cui vengono ricordate le cariche pubbliche, e una placchetta con l'immagine di Arpocrate (IV secolo d.C.) che documenta la presenza di fedeli della dea Iside anche in epoca tardo romana.

## Galleria d'immagini

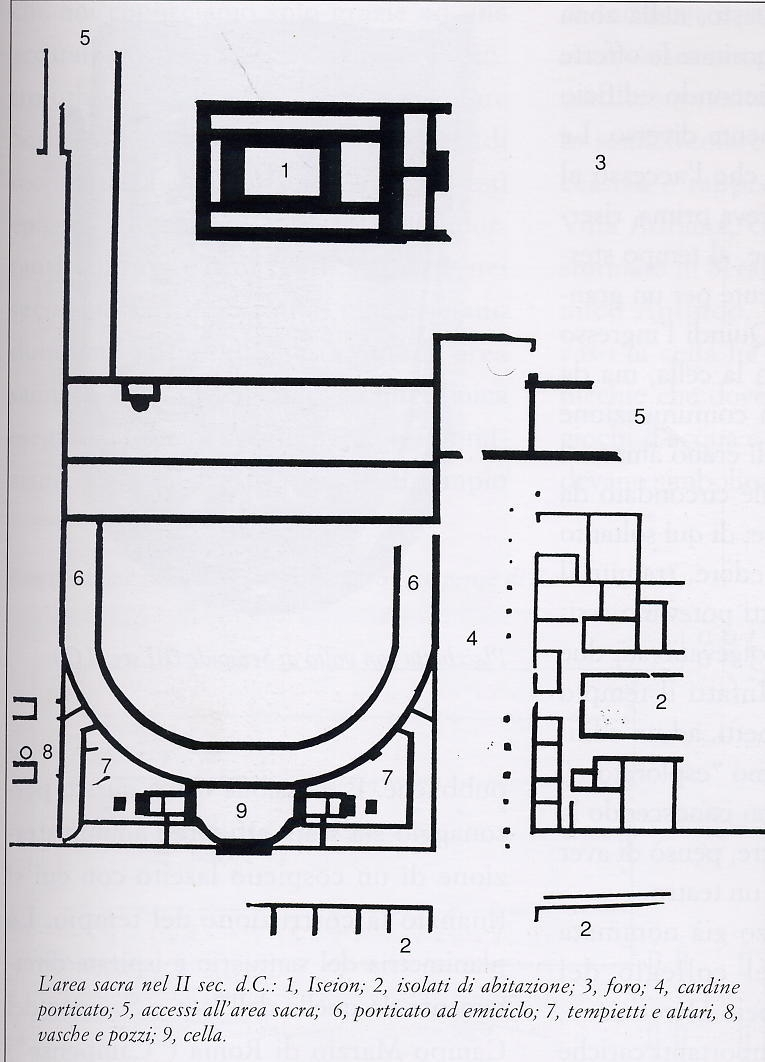
Piantina del sito archeologico di Industria
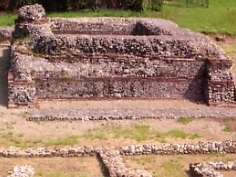
Iseion di Industria
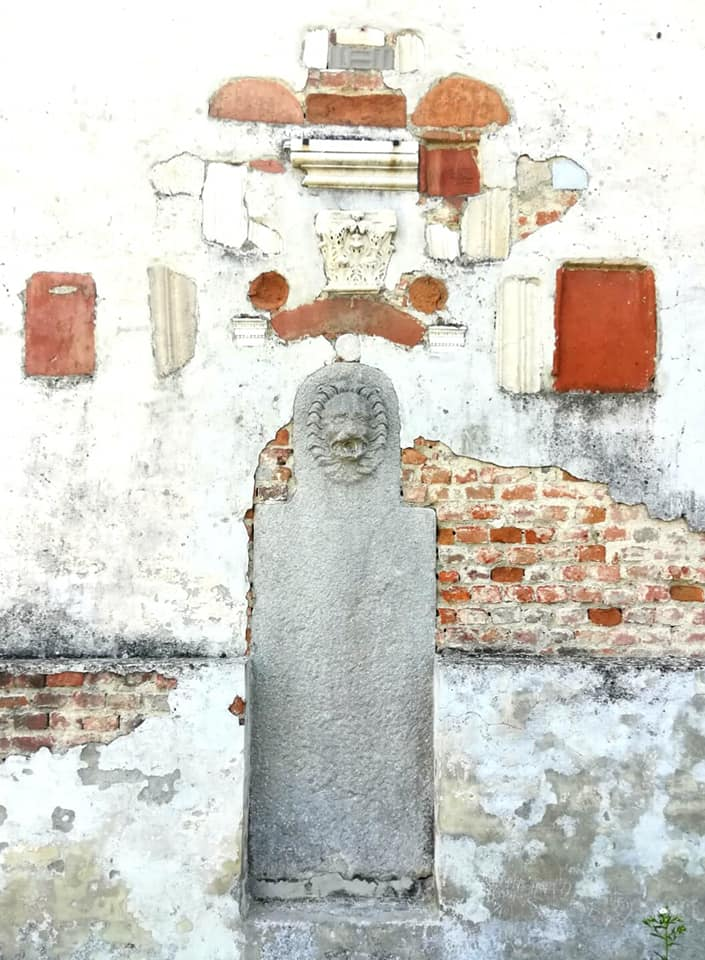
Stele con effigie di leone e altri reperti antico romani ora incastonati nella chiesa parrocchiale di Monteu da Po
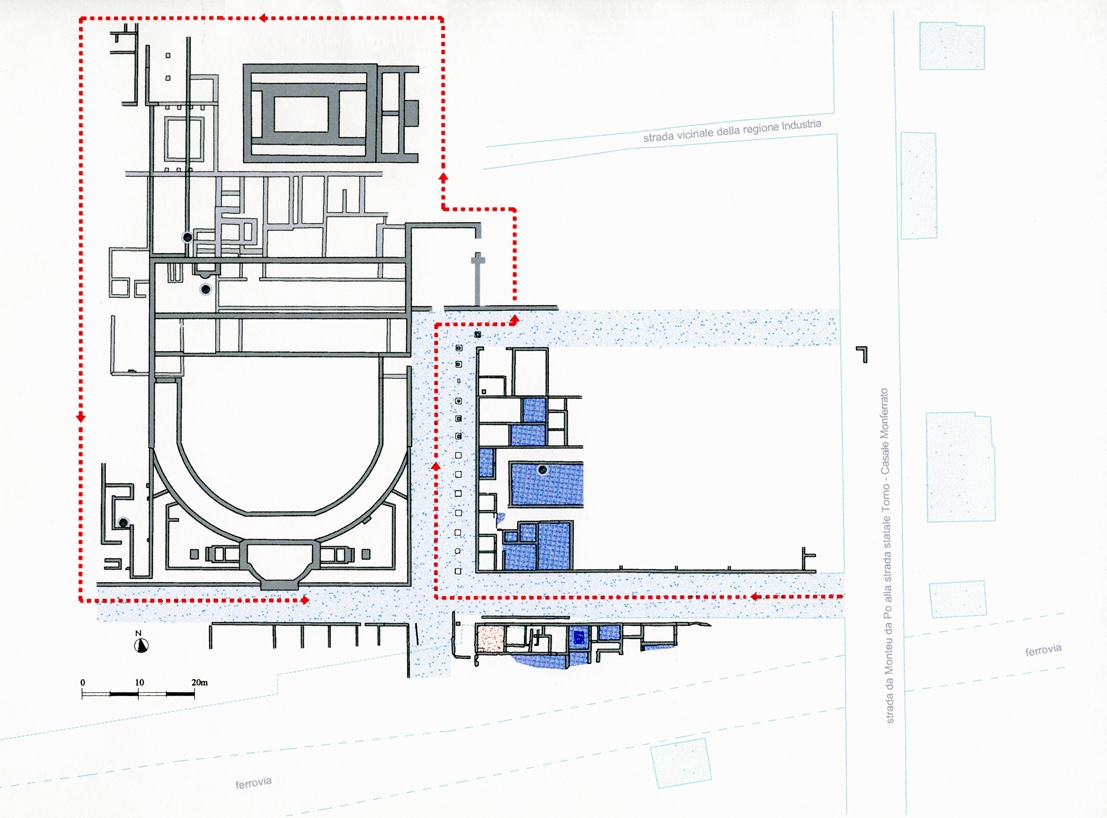
Percorso di visita
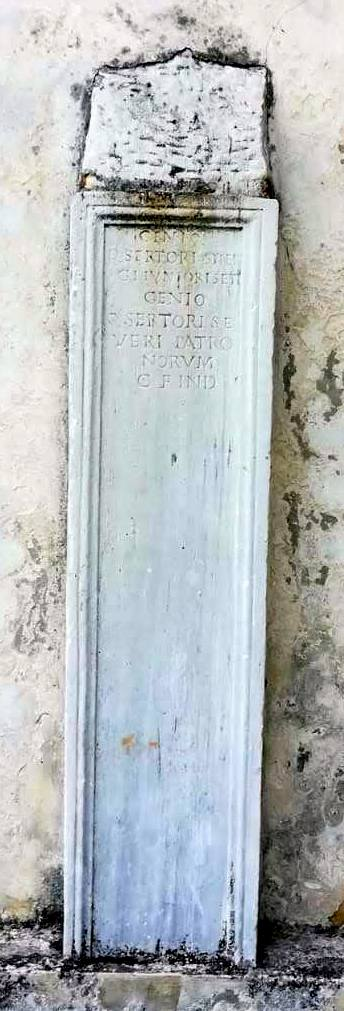
Stele romana con iscrizione, ora incastonata nel muro della chiesa parrocchiale di Monteu da Po
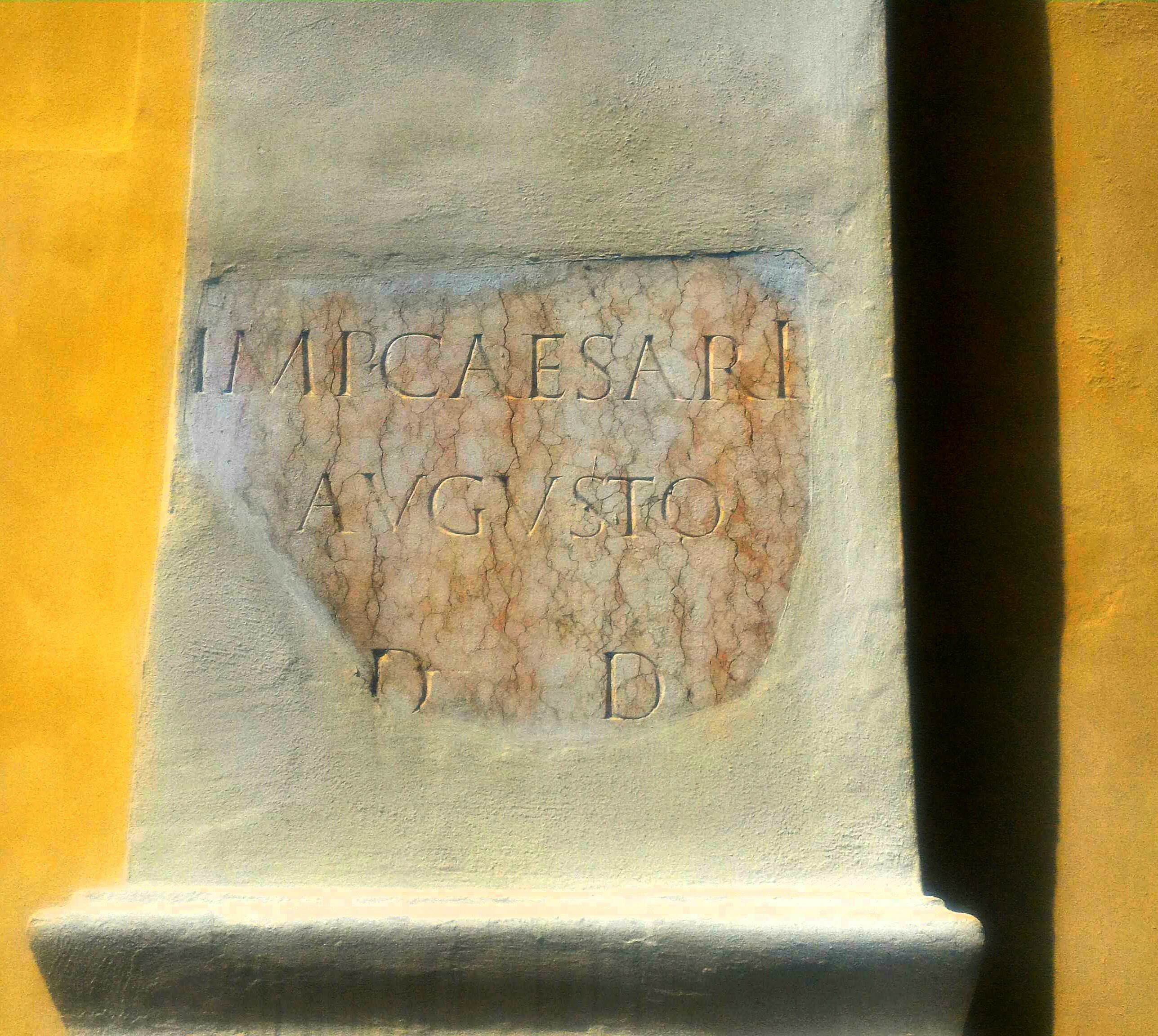
Iscrizione antico romana di Industria ora collocata sul frontespizio della parrocchiale di Monteu da Po